# 草場敏郎
草場 敏郎（くさば としろう、1917年10月11日 - 2002年10月23日）は、日本の経営者。三井銀行社長、会長を務めた。東京都出身。

## 経歴・人物
1941年に京都帝国大学法学部を卒業し、翌年に三井銀行に入行した。1971年5月に取締役に就任し、1975年3月に常務、1977年12月に専務、1980年4月に副社長を経て、1982年2月に社長に就任した。1984年6月に会長に就任し、1988年6月に取締役相談役を経て、1993年4月からさくら銀行相談役を務めた。
全国銀行協会連合会会長、日本銀行政策委員なども歴任した。
1987年11月に勲二等旭日重光章を受章した。
2002年10月23日脳出血のために死去。85歳没。